# Kakenstorf
Kakenstorf – miejscowość i gmina położona w niemieckim kraju związkowym Dolna Saksonia, w powiecie Harburg, należy do gminy zbiorowej (niem. Samtgemeinde) Tostedt.

## Położenie geograficzne
Kakenstorf leży w północno-zachodniej części Pustaci Lüneburskiej ok. 30 km. na południowy zachód od Hamburga. Przez zachodnią część Kakenstorf i przez środek jej dzielnicy - Bötersheim, płynie rzeka Este. Kakenstorf sąsiaduje od wschodu z dzielnicami Sprötze i Trelde miasta Buchholz in der Nordheide i południowego zachodu z gminą Tostedt, od zachodu z gminą Dohren i od północy z gminą Drestedt z gminy zbiorowej Hollenstedt.

## Historia
Kakenstorf występuje po raz pierwszy wzmiankowane w 1105 r., w akcie fundacyjnym klasztoru Katlenburg koło Getyngi w dzisiejszej gminie Katlenburg-Lindau. Pierwotna nazwa Kakenstorf brzmiała w języku dolnoniemieckim Kakemannsdorpe.
Wsie Kakenstorf, Sprötze, Trelde i Drestedt tworzyły wspólnie do 1900 jedną gminę o nazwie Die Vierdörfer (niem. Czterowieś lub Cztery wsie), z których powstała obecna gmina.

## Dzielnice gminy
W skład gminy Kakenstorf wchodzą następujące dzielnice: Bötersheim i Kakenstorf.

## Komunikacja
Z Kakenstorf do najbliższego węzła Rade  na autostradzie A1 jest ok. 8 km na północ, a droga krajowa B75 przebiega przez środek miejscowości.